# أرموند هيل
أرموند هيل (بالإنجليزية: Armond Hill)‏ مواليد 31 مارس 1953 في بروكلين، هو مدرب كرة سلة أمريكي ولاعب معتزل. بدأ مسيرته الاحترافية في سنة 1976. تم اختياره من قبل فريق أتلانتا هوكس خلال الدرافت. وهو مدرب مساعد لفريق لوس أنجلوس كليبرز في الرابطة الوطنية لكرة السلة. يبلغ طوله 6 قدم 4 بوصة (1.9 م). اعتزل اللعب في 1984. فاز بلقب دوري إن بي إيه. أحرز خلال مسيرته في الإن بي إيه 3214 نقطة بمعدل 6.9 نقاط في المباراة الواحدة.

## المسيرة الاحترافية
لعب مع أتلانتا هوكس من سنة 1976 إلى 1981، ثم لعب مع سياتل سوبرسونيكس من سنة 1980 إلى 1982، ثم لعب مع لوس أنجلوس كليبرز في سنة 1982، ثم لعب مع ميلووكي باكز في سنة 1982، ثم لعب مع أتلانتا هوكس في موسم 1983–1984.

## روابط خارجية
- أرموند هيل على موقع إن بي أي (الإنجليزية)
- أرموند هيل على موقع سبورتس رفرنس (الإنجليزية)
- أرموند هيل على موقع كلية كرة السلة في سبورتس رفرنس.كوم (الإنجليزية)
- أرموند هيل على موقع ريلجم (الإنجليزية)
- أرموند هيل على موقع بروبوليرز (الإنجليزية)
- أرموند هيل على موقع سبورتس رفرنس (الإنجليزية)
- أرموند هيل على موقع كلية كرة السلة في سبورتس رفرنس.كوم (الإنجليزية)